# Ромодан (селище)
Ромода́н — селище в Україні, центр Ромоданівської селищної громади Миргородського району Полтавської області. Розташоване у Придніпровській низовині; залізничний вузол (Південна залізниця), 2600 мешканців на 2024 рік. Підприємства по обслуговуванню залізничного транспорту.

## Географічне розташування
Селище Ромодан знаходиться недалеко від витоків річки Лихобабівка. На відстані  1,5 км розташовані села Конюшеве, Крем'янка (Лубенський район) та Оріхівка (Лубенський район). Поруч проходить автомобільна дорога Р42. Великий залізничний вузол (лінії на Полтаву, Кременчук, Київ, Бахмач), станція Ромодан.

## Історія

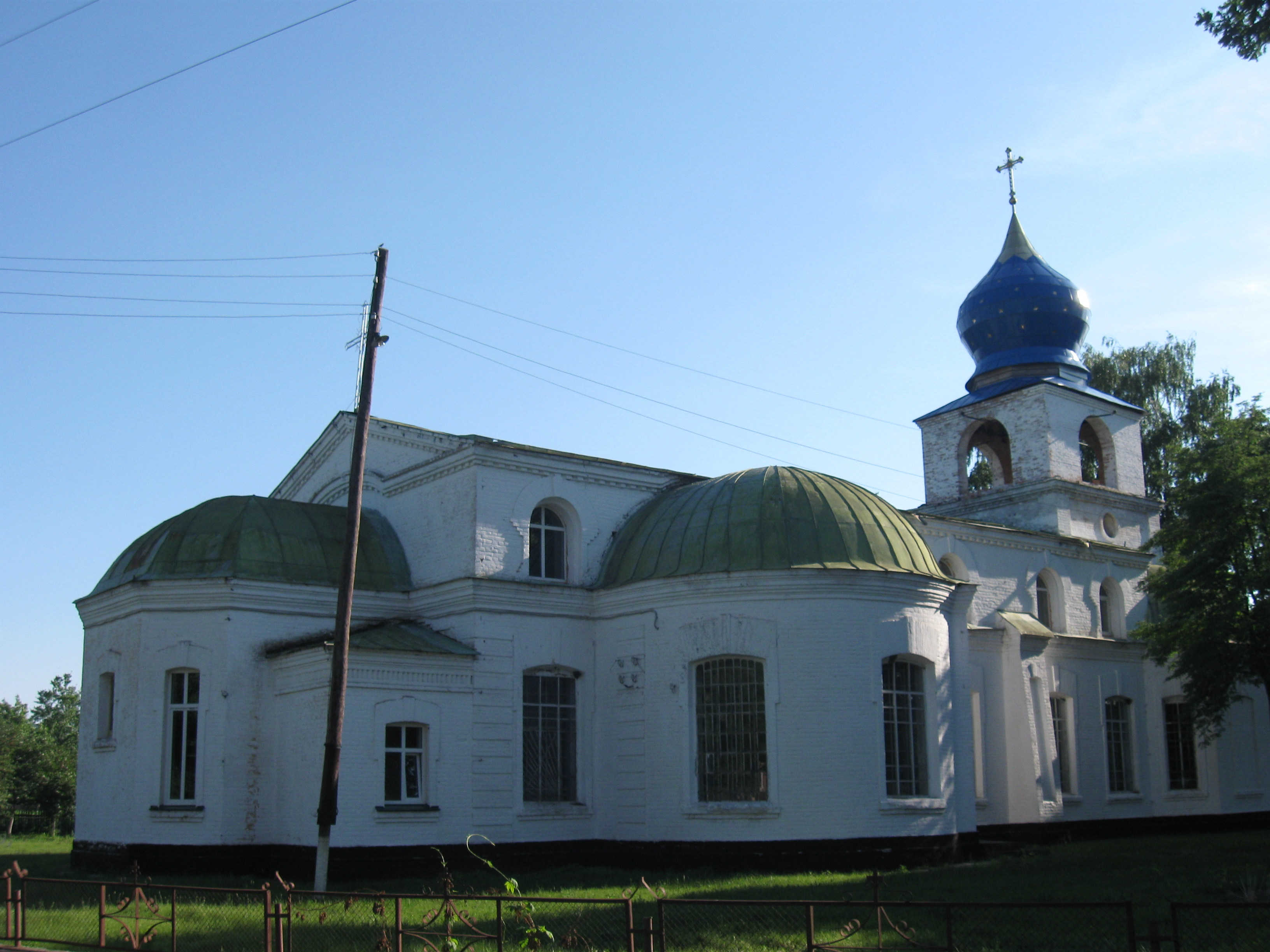
Свято-Дмитрівська церква

Назва походить від назви Ромоданівського шляху ("ромодан" означало велику дорогу). Відповідно до різних переказів, назва шляху пішла або від прізвища воєводи Григорія Ромодановського, або (вірогідніше) — від чумака Ромодана.
Ромодан з'явився у 1880-х pp. під час будівництва залізниці. У 1881 році почалося будівництво залізничної лінії Кременчук — Бахмач, а у 1888 році через Ромодан пройшла магістраль Київ — Полтава. Будівництво залізничної станції закінчилося у 1896 р.
19-21 березня 1918 тут проходили бої Окремої Запорізької дивізії з більшовиками.

## Демографія
На 2013 рік населення Ромодану за даними перепису становило 2907 осіб. Відслідковується тенденція до зменшення населення. За даними держкомстату населення Ромодану становило у 2001 3561 осіб, у 1966 році 7500 осіб, у 1979 році 4566 осіб, у 1989 році 4487 осіб.

## Населення

### Мова
Розподіл населення за рідною мовою за даними :
| Мова            | Кількість | Відсоток |
| --------------- | --------- | -------- |
| українська      | 3123      | 96.83%   |
| російська       | 85        | 2.64%    |
| вірменська      | 15        | 0.47%    |
| румунська       | 1         | 0.03%    |
| інші/не вказали | 1         | 0.03%    |
| Усього          | 3225      | 100%     |

## Видатні люди
- Авраменко Олександр Іванович (1971—2016) — молодший сержант Збройних сил України, учасник антитерористичної операції на сході України.
- Візір Анатолій Дмитрович (1929—2002) — український науковець-терапевт, доктор медичних наук, професор, академік НАН України, Академії медичних наук України, Заслужений працівник вищої школи. Лауреат премії АМН України. Ректор Запорізького державного медичного університету.
- Павлик Савва Андрійович, 1889 р. н., м. Семенівка Чернігівської обл., українець, із робітників, освіта початкова. Проживав у смт Ромодан Миргородського р-ну Полтавської обл. Чоботар. Заарештований 2 липня 1941 р. Засуджений Особливою нарадою при НКВС СРСР 24 квітня 1943 р. за ст.ст. 54-10 ч. 1, 54-11 КК УРСР до 8 років позбавлення волі. Реабілітований Полтавським обласним судом 29 червня 1959 р.[4]
- Литвиненко Святослав Іванович (* 1942) — народний артист УРСР.
- Хазін В'ячеслав Йосипович (1941—2014) — український вчений-будівельник, кандидат технічних наук, дійсний член Академії будівництва України, відмінник освіти України.